# Тегер, Евгений Карлович
Евгений Карлович Тегер (1890 — 1940-е) — репрессированный сотрудник Наркомата иностранных дел, эзотерик и анархист, Генеральный консул РСФСР в Афганистане, организатор тайного общества, занимавшегося «практическим оккультизмом».

## Биография
Сын служащего германской фирмы, участвовал в революционных событиях 1905 года на стороне анархистов. Подвергался аресту и ссылке.
Вторично был арестован в 1908 г. при ликвидации лаборатории бомб в Рязани и по постановлению МВД выслан в Якутскую область сроком на 5 лет. 
После 1917 года Тегер сразу перешёл на сторону советской власти, участвовал в гражданской войне.
С 16 октября 1918 года комиссар Первых Вятских советских пехотных курсов командного состава РККА. 
С марта 1920 по декабрь 1920 г.  - начальник Миссии РСФСР в Западном Китае (г. Кашгар).
С февраля 1921 по июль 1922 г. Генеральный консул РСФСР в Афганистане.
С 1922 по 1928 г. сотрудник Наркомвнешторга.
В третий арест обвинялся в создании в Москве в 1922 году оккультной ложи «Эмеш Редививус». Ложа располагалась в подвале дома по адресу улица Малая Лубянка, 16 в бывшем доходном доме Российского общества застрахования капиталов и доходов. Помещение официально называлось лабораторией Вадима Чеховского Московского отделения Ленинградского института мозга имени Бехтерева. По показаниям Преображенского В. В. Тегер был учеником Мёбеса Г. О.. В первую ступень ложи входили ряд крупных московских научных работников: проф. Кулябко А. А. (работы по оживлению), проф. Чижевский А. Л., проф. Васильев (?), проф. Дурылин С. Н., д-р Жаке, лечащий врач сотрудников французского посольства в Москве, ряд инженеров-химиков и др. В архивных материалах упоминается об обращениях Тегера в Главнауку с предложениями об открытии в Москве Отделения ленинградского «Общества неврологии, рефлексологии и гипнологии». 
С 1928 по 1934 находился в заключении и ссылке по делу ложи «Эмеш Редививус» сначала в Соловках, затем в Петропавловске и Ташкенте.
До 1937 года жил в Кирове и затем был арестован по обвинению в фашистской деятельности. По материалам дела Тегер был сторонником антисемитизма.
Реабилитирован по данному делу 6 апреля 1989 г. Прокурором Кировской области Ефремовым на основании Указа Президиума ВС от 16 января 1989 г.